# Ole Beich
Ole Beich (ur. 1955 w Esbjerg, zm. 16 października 1991) – duński basista. W roku 1985 basista zespołu Guns N’ Roses oraz jego poprzednika – LA Guns (1984). 
Urodził się i wychował w Danii. Do Stanów Zjednoczonych przybył na początku lat 80. Wokalistę Guns N’ Roses – Axla Rose poznał w roku 1983 w barze Rainbow w Los Angeles. W 1984 roku trafił do zespołu LA Guns, poprzez ofertę z gazety. Zmarł 16 października 1991 roku, tonąc w jeziorze Skt. Jørgens w Kopenhadze.